# 穆爾祜
穆爾祜（1617年—1654年），滿洲愛新覺羅氏。清太祖努爾哈赤曾孫、廣略貝勒褚英之孫、安平貝勒杜度第二子。天命二年（1617）丁巳三月初三日辰時生。
天聰九年（1635年），清軍伐明，穆爾祜跟從貝勒多鐸率領偏師攻入寧遠、錦州以綴明師，抵達大凌河，擊殺明將劉應選，追明軍奔至松山，獲取馬二百匹，克台一，並有軍功。崇德元年（1636年），封為輔國公。崇德七年（1642年）十月，與其兄杜爾祜同得罪，被削爵，廢黜宗室資格。
順治元年（1644年），跟從多鐸南征，大破李自成的軍隊於潼關。順治二年（1645年），連拔兩營。大順軍侵犯我噶布什賢兵，被穆爾祜擊敗。穆爾祜又設置埋伏於山隘，大順軍自山上來襲，穆爾祜擊退敵軍因而在其後恢復宗室資格，封為三等鎮國將軍，順治三年（1646年），進封為一等鎮國將軍。跟從多鐸戰勝蘇尼特部騰機思等。順治四年（1647年），進封為輔國公。順治六年（1649年），跟從叔父尼堪擊敗叛將姜瓖，進封為貝子。再跟從尼堪征討湖南，被賜蟒衣、鞍馬、弓矢。大軍進至衡州，敬謹親王尼堪戰歿。順治九年（1652年）七月，議論前罪，革去固山貝子。順治十一年（1654）十二月二十二日申時，年38歲逝世。
其子長源，被授鎮國將軍品級。子孫遞降至雲騎尉品級，爵位遂除。
穆尔祜娶扎鲁特蒙古台吉固禄之女为妻，他们的长女嫁董鄂氏鄂硕（孝献端敬皇后之父），四女多罗格格嫁纳喇氏费扬古（孝敬宪皇后之父），七女嫁纳喇氏官长史的延图。

## 史籍记载
《清实录顺治朝实录》
顺治十四年四月，先是固山贝子穆尔祜，以出师衡州失律削爵。及卒，家属无依。宗人府议给其子(长源)视三等镇国将军。从之。